# Polystichum gemmilachenense
Polystichum gemmilachenense är en träjonväxtart som beskrevs av Miyam. och T. Nakam. Polystichum gemmilachenense ingår i släktet Polystichum och familjen Dryopteridaceae. Inga underarter finns listade.